# (1397) Umtata
(1397) Umtata est un astéroïde de la ceinture principale.

## Description
(1397) Umtata est un astéroïde de la ceinture principale. Il fut découvert le 9 août 1936 à Johannesbourg par Cyril V. Jackson. Il présente une orbite caractérisée par un demi-grand axe de 2,68 UA, une excentricité de 0,25 et une inclinaison de 3,5° par rapport à l'écliptique.

## Compléments